# Dubno (Białoruś)
Dubno (biał. Дубна; ros. Дубно) – agromiasteczko na Białorusi, w obwodzie grodzieńskim, w rejonie mostowskim, w sielsowiecie Dubno, nad Niemnem.
W dwudziestoleciu międzywojennym leżało w Polsce, w województwie białostockim, w powiecie grodzieńskim, w gminie Dubno, której było siedzibą. W 1921 wieś zamieszkiwało 791 osób, z których 599 było Białorusinami, 190 Polakami i 2 innej narodowości. 788 osób było wyznania prawosławnego, a 3 wyznania rzymskokatolickiego.
Znajduje tu się zabytkowa parafialna cerkiew prawosławna pw. św. Mikołaja Cudotwórcy, a także przystanek kolejowy Dubno, położony na linii Mosty – Grodno.